# Edward Moore (schrijver)
Edward Moore (Abingdon, Berkshire, 22 maart 1712 – Londen, 1 maart 1757) was een Engels (toneel)schrijver.
Moore was de zoon van een protestantse dominee. Zijn vader overleed toen hij 10 jaar oud was, waarna hij onder de hoede kwam van zijn oom John Moore, een schoolmeester uit Somerset.
Hij ging in de leer bij een linnenhandelaar en oefende uiteindelijk zelf dit vak uit. Dit was echter geen succes, en hij richtte zich vervolgens op het schrijven.
In 1744 boekte hij een eerste bescheiden succes met Fables of the Female Sex, waaraan ook toneelschrijver Henry Brooke bijdroeg. In 1748 verschenen The Trial of Selim the Persian en The Foundling. Dit laatste stuk werd door Brooke voorzien van een proloog. De komedie, die in februari 1747 in première ging in het Koninklijk Theater Drury Lane, werd door de critici niet erg goed ontvangen. Meer succes kende hij met Gil Blas (Drury Lane, februari 1751).
In hetzelfde theater ging in februari 1753 de tragedie The Gamester in première. Dit stuk, over gokverslaving, kende veel succes, niet in de laatste plaats door de medewerking van de befaamde acteur David Garrick.
Naast toneel schreef Moore ook gedichten, in 1756 verschenen onder de titel Poems, Fables and Plays.
Met behulp van Lord Lyttleton werd Moore in 1753 redacteur van het satirische weekblad The World, waaraan ook werd bijgedragen door Lord Chesterfield en Horace Walpole. Het blad kende veel succes, maar Moore moest om gezondheidsredenen zijn redacteurschap in 1753 opgeven. Hij overleed in dat jaar op 45-jarige leeftijd in het Londense Lambeth.
In 1788 werden zijn toneelstukken uitgegeven onder de titel Dramatic Works.